# دفتر قاضی

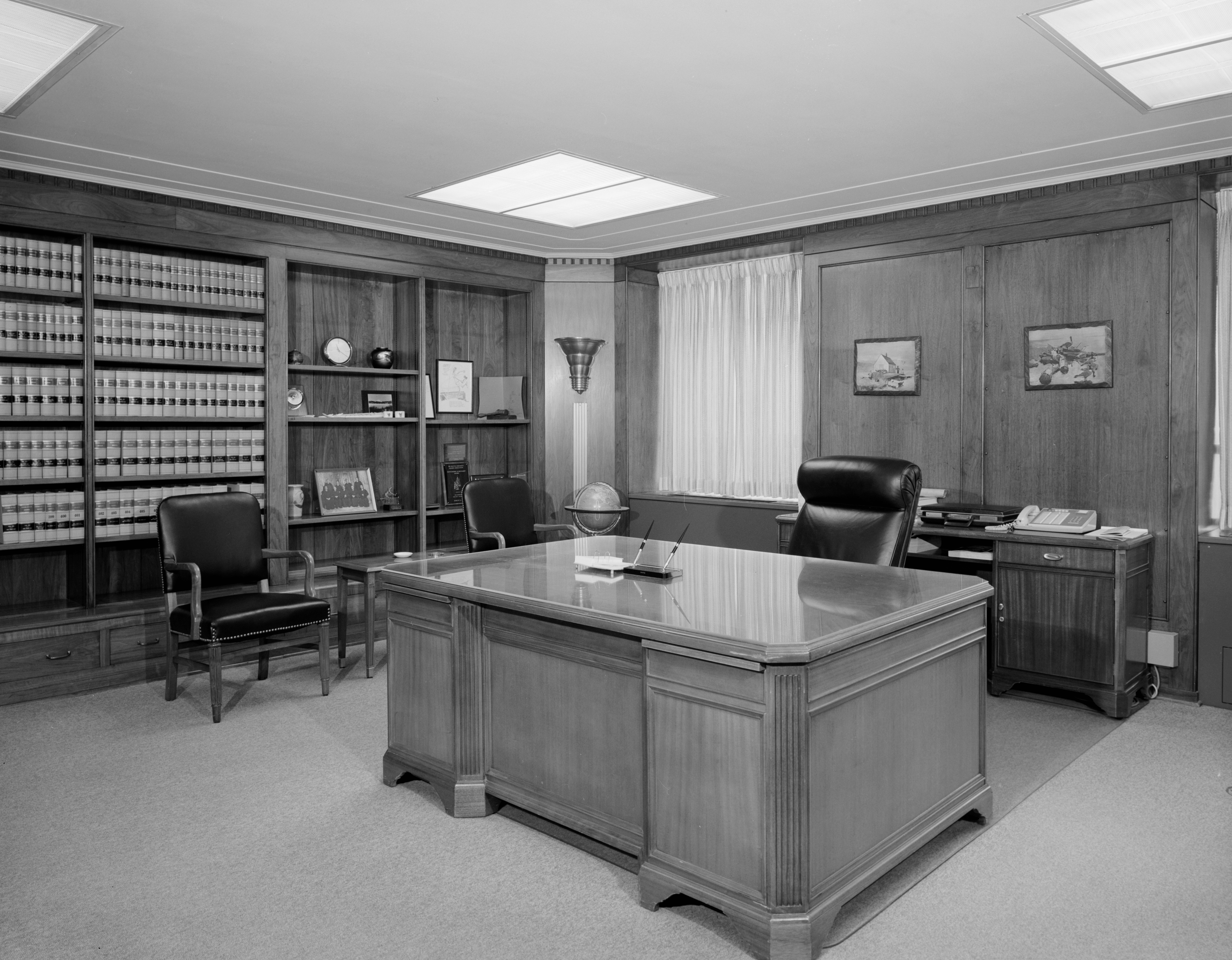
دفتر یک قاضی در دادگاه فدرال در سیاتل، واشینگتن، ایالات متحده آمریکا

دفتر قاضی جایی است که قاضی در آن ممکن است به جای دادگاه علنی، به انواع خاصی از پرونده‌ها رسیدگی کند.

## شرح
دفتر قاضی، جایی است که انواع خاصی از موضوعات را می‌توان در آن به جای دادگاه علنی مطرح کرد. عموماً موضوعاتی که در دفترها به آن‌ها رسیدگی می‌شود، موارد یا بخش‌هایی از پرونده‌هایی است که مردم و مطبوعات نباید از آن‌ها باخبر شوند. دفتر قاضی اغلب در طبقات بالایی ساختمان دادگاه، دور از اتاق دادگاه قرار دارد؛ البته همچنین ممکن است مستقیماً در همسایگی اتاق دادگاهی باشد که قاضی در آن کار می‌کند. در برخی حوزه‌های قضایی، به جای دفتر قاضی، از اتاق دادگاه برای رسیدگی به موضوعات «غیرعلنی» استفاده می‌شود.

## تاریخچه
در تاریخ حقوقی انگلستان، مجوز قانونی برای دفتر قاضی پیش از سال ۱۸۲۱ وجود نداشت، اگرچه این رسم را می‌توان به سدهٔ هفدهم ردیابی کرد. بعدها مصوبه اصطلاحات حقوقی ۱۸۳۰ صلاحیت قضایی دفتر یک قاضی را تعریف کرد. مصوبه دفاتر قاضی‌ها ۱۸۶۷ نخستین مصوبه‌ای بود که مقررات مناسبی را برای وظایف دفتر وضع کرد و مصوبه دیوان عالی دادگستری ۱۸۷۳ این صلاحیت را حفظ کرد و پس از آن اختیاراتش را افزایش داد.